# A・RA・SHI
『A・RA・SHI』（ア・ラ・シ）は、日本の男性アイドルグループ・嵐のデビューシングル。1999年11月3日にポニーキャニオンから発売された。

## 概要
表題曲の「A・RA・SHI」は、フジテレビ系『バレーボールワールドカップ1999』のイメージソングとして制作された。作詞は菊池常利（J&T名義）、作曲は馬飼野康二。
PVの監督は川村ケンスケが担当した。PV（ビデオ・クリップ）は本作には収録されておらず、『いざッ、Now』〈初回生産限定盤〉特典DVDにて初めて商品化された。
初回盤には特典として特大ポスターと”嵐”大集会応募券。通常盤にはオリジナル・フォトコレクション･ジャケットが封入されている。
ジャケットの「嵐」の文字は、ジャニー喜多川が書いたものである。
サビの部分は、フジテレビのバラエティー番組『めちゃ2イケてるッ!』のコーナー「只今参上 色とり忍者」（第2章）での第24回のみの嵐がゲスト出演で、罰ゲームの綱引きをする際のBGMとして使われている。
2019年12月20日、嵐のシングル曲をリプロダクションする“Reborn”企画の第1弾として、表題曲をリプロダクションした楽曲「A-RA-SHI : Reborn」が配信された。
2009年（第60回）、2016年（第67回/白組トリおよび大トリ）、2019年（第70回/白組トリおよび大トリ）のNHK紅白歌合戦で披露された。

### for dream ver.
デビュー日である2020年11月3日、嵐と13の賛同企業により同年9月に始動した共同プロジェクト「HELLO NEW DREAM. PROJECT」のスペシャルムービーとテレビCMのために、表題曲の特別バージョン「A・RA・SHI -for dream ver.-」が制作された。このバージョンではアップデートしたアレンジに乗せて、リリース当時のメンバーの歌声と、2020年に新たに収録されたメンバーの歌声が共演している。編曲は菅野よう子が手掛けた。

## チャート成績
1999年11月第3週のオリコン週間シングルランキングで初動売上55.7万枚を記録し、1位を獲得した。当時、SPEEDが解散発表直後にリリースした『Long Way Home』を抑えての初登場1位であった。初動売上55.7万枚は、2010年発売の『果てない空』が57.2万枚に更新するまで嵐のシングルの中で一番高かった。また、累計売上の97万3310枚は2020年発売の『カイト』が97万3444枚に更新するまで嵐のシングルの中で一番高かった。

## 収録曲
1. 「A・RA・SHI」
  - 作詞：J&T
  - 作曲・編曲：馬飼野康二
  - フジテレビ系『バレーボールワールドカップ1999』イメージソング
  - フジテレビ系連続ドラマ『Vの嵐』主題歌
2. 「明日に向かって」
  - 作詞：大塚雄三
  - 作曲・編曲：馬飼野康二
  - フジテレビ系連続バラエティドラマ『七人のサムライ J家の反乱』主題歌
  - フジテレビ系連続ドラマ『Vの嵐』挿入歌
  - 元々は嵐を含めた嵐結成前日までのジャニーズJr.（タッキー&翼、関ジャニ∞、山下智久、生田斗真等）のオリジナル楽曲のセルフカバー。Jr.第一次黄金期の代表曲の一曲。『ジャニーズカウントダウンライブ2015 - 2016 史上最多の大集合！ジャニーズ年越し生放送』では視聴者初夢2ショット投票によりおよそ15年ぶりにJr.ライブでの同曲のセンターボーカルだった滝沢秀明と渋谷すばるが歌唱した。
3. 「A・RA・SHI」（オリジナル・
カラオケ）
4. 「明日に向かって」（オリジナル・カラオケ）

## 収録アルバム
- ARASHI No.1〜嵐は嵐を呼ぶ〜（#1）
- 嵐 Single Collection 1999-2001（#1, 2）
- 5×10 All the BEST! 1999-2009（DIsc1 #1）
- 5×20 All the BEST!! 1999-2019（Disc1 #1）
- ウラ嵐BEST 1999-2007（#2）

## 映像作品
A・RA・SHI
- スッピンアラシ
- How's it going? SUMMER CONCERT 2003
- 2004 嵐!いざッ、Now Tour!!
- ARASHIC（初回限定盤）
- ARASHI AROUND ASIA Thailand-Taiwan-Korea
- ARASHI AROUND ASIA+ in DOME
- SUMMER TOUR 2007 FINAL Time -コトバノチカラ-
- ARASHI AROUND ASIA 2008 in TOKYO
- ARASHI Anniversary Tour 5×10
- ARASHI LIVE TOUR Beautiful World
- ARASHI アラフェス NATIONAL STADIUM 2012
- ARASHI アラフェス'13 NATIONAL STADIUM 2013
- ARASHI BLAST in Hawaii
- ARASHI LIVE TOUR 2014 THE DIGITALIAN
- ARASHI BLAST in Miyagi
- ARASHI LIVE TOUR 2015 Japonism
- ARASHI LIVE TOUR 2016-2017 Are You Happy?
- ARASHI LIVE TOUR 2017-2018 「untitled」
- ARASHI Anniversary Tour 5×20
- アラフェス2020 at 国立競技場
- This is 嵐 LIVE 2020.12.31

明日に向かって
- スッピンアラシ
- ARASHI Anniversary Tour 5×10

## A-RA-SHI: Reborn
『A-RA-SHI : Reborn』（アラシ リボーン）は、嵐のデジタルシングル。2019年12月20日にジェイ・ストームから配信された。

### 概要
デビュー21年目に突入したタイミングで始動した、過去の嵐のシングル曲をリプロダクションする"Reborn"企画の第一弾。デビューシングル「A・RA・SHI」をリプロダクション（リアレンジ・レコーディング）した楽曲となっている。原曲とは異なり、櫻井が新たに書き下ろしたラップ詞が入っている他、ほぼ全編英語詞となっている。
ミュージックビデオは、嵐と同じく2019年に20周年を迎えたアニメ『ONE PIECE』とのコラボ作品となり、2020年1月4日に公開された。

### 収録トラック
1. 「A-RA-SHI : Reborn」 - 3:25
  - Lyrics by J&T
  - Music by Koji Makaino
  - English Lyrics by Andreas Carlsson
  - New Rap by Sho Sakurai
  - Produced by Erik Lidbom, Andreas Carlsson
  - Track production by Erik Lidbom, Geek Boy Al Swettenham
  - Additional track production by Geek Boy Al Swettenham
  - デビューシングルのリプロダクション（リアレンジ・レコーディング）楽曲

### 収録アルバム
- Reborn Vol.1
- This is 嵐（初回限定盤のみ）